# Tenki
Tenki  je pličina kod otoka Krka kod rta Tenkija. 
U blizini su dvije hridi.
Vrh je na 3 m ispod morske površine. Može se roniti do 40 metara. Kod 9 metara je tunel kroz koji mogu proći ronioci i tu su i male pećine. Omiljena ronilačka pozicija. U rano ilirsko doba plić je zbog niže razine mora bila površinska hrid.